# Гамбоа, Кристиан
Кристиа́н Эсте́бан Гамбо́а Лу́на (исп. Cristian Esteban Gamboa Luna; род. 24 октября 1989, Либерия, Коста-Рика) — коста-риканский бывший футболист, защитник. Выступал за сборную Коста-Рики.

## Карьера

### Клубная
Кристиан начал играть в коста-риканском клубе «Мунисипаль Либерия» в 2009 году. В 2010 году Гамбоа переходит в норвежский «Фредрикстад». Летом 2011 года датский «Копенгаген» выкупил его контракт у «Фредрикстада». Свой первый матч за новую команду, Кристиан сыграл в Лиге Европы против бельгийского «Стандарта».
В августе 2012 года, перешёл в норвежский «Русенборг» на правах аренды. Своей игрой он смог заинтересовать руководство трондхеймцев и в конце 2012 года с ним подписали долгосрочный контракт.
В августе 2014 года перешёл в английский «Вест Бромвич Альбион», заключив с клубом трёхлетний контракт.
30 августа 2016 года подписал трёхлетний контракт с шотландским «Селтиком».

### В сборной
В январе 2010 года Гамбоа дебютировал за сборную Коста-Рики в товарищеском матче против сборной Аргентины. Свой первый мяч за сборную он забил в ворота сборной Гайаны в отборочном турнире чемпионата мира 2014 года.
Голы за сборную Коста-Рики
| N. | Дата            | Место                                      | Соперник         | Гол | Счёт | Соревнование      |
| -- | --------------- | ------------------------------------------ | ---------------- | --- | ---- | ----------------- |
| 1. | 16 октября 2012 | Национальный стадион, Сан-Хосе, Коста-Рика | Гайана           | 2:0 | 7:0  | ЧМ-2014 (отбор)   |
| 2. | 13 ноября 2015  | Национальный стадион, Сан-Хосе, Коста-Рика | Республика Гаити | 1:0 | 1:0  | ЧМ-2018 (отбор)   |
| 3. | 28 мая 2016     | Национальный стадион, Сан-Хосе, Коста-Рика | Венесуэла        | 2:1 | 2:1  | Товарищеский матч |

## Достижения
Копенгаген
- Обладатель Кубка Дании: 2011/12

Русенборг
- Серебряный призёр чемпионата Норвегии: 2013
- Бронзовый призёр чемпионата Норвегии: 2012